# Falfurrias, Texas
Falfurrias là một thành phố thuộc quận Brooks, tiểu bang Texas, Hoa Kỳ. Năm 2010, dân số của xã này là 4981 người.

## Dân số
- Dân số năm 2000: 5297 người.
- Dân số năm 2010: 4981 người.